# 고쓰치미카도 천황

고쓰치미카도 천황(일본어: 後土御門天皇, 1442년 7월 3일 ~ 1500년 11월 21일)은 제103대 일본 천황이다. 그의 치세는 1464년에서 1500년까지 지속되었다. 이 15세기의 주권의 이름은 12세기의 쓰치미카도 천황의 이름을 따라서 지어졌다. 즉위 이전의 이름은 후사히토 친왕. 그는 고하나조노 천황의 장남이었다. 그의 어머니는 니노미카도(후지와라) 노부코로 후지와라 다카나가의 딸이었다.

## 그의 인생의 사건
- 간쇼 5년 7월 (1468년 8월 21일) 고하나조노 천황 치세 36년 천황이 양위하였다. 계승(센소)는 그의 아들에게 주어졌다. 직후에 고쓰치미카도 천황이 왕좌(소쿠이)에 올랐다. 그의 즉위 직후에 오닌의 난이 발발하였다. 사원, 신사, 그리고 왕실 가족들의 저택이 불타 버렸다. 황실의 재정은 말라 버렸고 황궁은 쇠퇴하였다.

전임 천황 고코마쓰 천황이 1433년 죽을 때까지 고하나조노는 다애리의 전직 수장의 직책을 지녔다. 왕궁의 실제 권력은 그의 숙부에 의해 전횡되었다. 그는 사원 섭정으로 알려진 관행을 계속하였다.
이후 고하나조노는 천황 직접 통치를 그의 양위 시까지 30년간 즐겼다. 그리고 그 후 섭정 천황 간접 통치의 전통적인 형태가 다시 회복되었다. 고쓰치미카도의 치세의 연장된 지속은 36년 2개월간 계속되었고 메이지 천황 이전의 역사적인 기간에 어떤 주권보다 길었다. 그는 전쟁이 끝난 후에 황궁의 고대 의식을 회복하려는 열의는 없었다.
1500년 10월 21일 천황이 사망하였다. 그의 계승자 고카시와바라 천황은 장례식을 위한 자금이 부족하였고 죽은 천황의 시신은 수개월간 황실 창고에 방치되었다가 황궁으로 기부가 있은 후에 장례가 관찰되었다.

## 가계도
- 텐지 : 니와타(미나모토) 아사코(쵸우시) (庭田(源) 朝子, 1437 ~ 1492)
  - 장남 : 가츠히토 친왕(勝仁親王) - (고카시와바라 천황)
  - 차남 : 타츠아츠 친왕(尊敦親王) 또는 손덴 법친왕(尊傳法親王, 1472 ~ 1504)
- 텐지 : 아사노츠보네(阿茶局) 가쥬지(후지와라) 후사코(호우시) (勸修寺(藤原) 房子)
  - 장녀 : 다이지코우인노미야(大慈光院宮)
  - 5녀 : 치엔 여왕(智円女王, 1486 ~ 1513)
  - 6녀 : 리슈 여왕(理琇女王, 1489 ~ 1532)
- 궁인 : 카잔인(후지와라) 카네코(켄시) (花山院(藤原) 兼子)
  - 3녀 : 호우안시노미야(保安寺宮, 1473 ~ 1533)
  - 4녀 : 오젠 여왕(應善女王, 1476 ~ 1497)
  - 3남 : 닌고 법친왕(仁悟法親王) 또는 닌손 법친왕(仁尊法親王, 1482 ~ 1515)
  - 4남 : 호우렌인노미야(法蓮院宮) 또는 시모카와라노미야(下河原宮, 1484 ~ 1494)
- 생모불명
  - 차녀 : 지쇼 여왕(慈勝女王, 1470 ~ 1509)

## 같이 보기
- 일본 천황